# Daiki Ogawa
Daiki Ogawa (japanisch 小川 大貴 Ogawa Daiki; * 16. Oktober 1991 in Fuji) ist ein japanischer Fußballspieler.

## Karriere
Ogawa erlernte das Fußballspielen in der Jugendmannschaft von Júbilo Iwata und der Universitätsmannschaft der Meiji-Universität. Seinen ersten Vertrag unterschrieb er 2014 bei Júbilo Iwata. Der Verein spielte in der zweithöchsten Liga des Landes, der J2 League. 2015 wurde er mit dem Verein Vizemeister der zweiten Liga und stieg in die J1 League auf. Am Ende der Saison 2019 stieg der Verein wieder in die J2 League ab. Ende 2021 feierte er mit Júbilo die Meisterschaft der zweiten Liga und stieg wieder in die erste Liga auf. Nach nur einer Saison in der ersten Liga musste er am Ende der Saison 2022 als Tabellenletzter wieder den Weg in die zweite Liga antreten. 2023 gelang ihm mit dem Verein als Vizemeister der zweiten Liga der direkte Wiederaufstieg in die erste Liga. Im Juli 2024 wechselte er bis Saisonende 2024 auf Leihbasis zum Zweitligisten JEF United Ichihara Chiba. Hier bestritt er 13 Ligaspiele. Nach Vertragsende bei Júbilo wechselte er im Februar 2025 zum Drittligisten Matsumoto Yamaga FC.

## Erfolge
Júbilo Iwata
- Japanischer Zweitligameister: 2021
- Japanischer Zweitligavizemeister: 2023